# Policijsko motorno kolo
Policijsko motorno kolo je motorno kolo ki ga uporabljajo v različnih policijskih oddelkih. Lahko so narejeni točno tako, da zadovoljujejo potrebe npr. policije, vojske. Policijski motor pogosto imenujejo motor policistov v ZDA. Podobne motoristične enote so znane kot motorne enote, in motoristični uradniki so znani kot policisti motoristi.
Obvladovanje motorja na natrpanih ulicah ponuja prednosti, ki niso predvidene za večja bolj tradicionalna vozila policije. Relativna majhnost motorja dopušča prihod na kraj nesreče mnogo hitreje, ko dogodki kot so prometni trki upočasnijo 4 kolesna vozila. Policijski motorji se uporabljajo tudi na policijskih pogrebih, VIP spremstvih in drugih posebnih dogodkih.

## Zgodovina
Policisti so uporabljali motorje primarno za nadzor prometa, in kot vozila za spremstvo od začetka 20.stoletja. Šef August Vollmer iz policijskega oddelka Berkeley je zaslužen za uradno prvo motoristično patruljo v ZDA 1911. Kakorkoli nekaj policijskih sil okrog po državi je poročalo u uporabi motorjev kot vozil za patruljiranje že prej. Harley Davidson iz Detroita, Michigan je bil prvi proizvajalec motornih koles v letu 1908.
Policijski oddelek v Evanstonu Illinois so kupili jermensko pogonski motor, kot prvi motor za policiste 1908, in v Portlandu, Oregon je imel policijski urad policista, kateri je uporabljal svoj osebni motor za patruljiranje po mestu v začetku leta 1909.
Vloga motorja kot poceni javnega prevoza se je razvila v letu 1930, ter uporaba motorjev s strani policije in oboroženih sil se je povečala, in s tem zagotavlja stabilen proizvodni trg za več utilitarističnih strojev zlasti za Evropo znova prost po prvi svetovni vojni.

## Uporaba policijskega motornega kolesa
Od leta 2004 policijski oddelki v ZDA uporabljajo tipično narejene motorje od proizvajalca Harley Davidson, Kawasaki ali BMW motorrad.
Kawasaki policijska motorna kolesa, katera so bila narejena za US trg v Lincolnu, Nebraska so ustavili proizvodnjo leta 2005. Kakorkoli Kawasaki Concours 14 se spremeni in se trži na nekaterih trgih za uporabo Policije.
V Nemčiji je BMW Motorrad največji proizvajalec motornih koles za uporabo oblasti.
V združenem kraljestvu je večina policijskih motornih koles BMW R1200RT-P, in YAMAHA FJR1300. UK policijske sile so odstranile motorno kolo HONDA ST1300 Pan-European saj je bil motor kriv za smrt enega od policistov. Nekatere policijske sile uporabljajo tudi skuterje za nadzor parkirišč znotraj mesta, oz za posebne namene kot so neoznačeni motorji, ali off road motorji.
Od Britanskih proizvajalcev samih so Triumph motorje zgrajene v Meridenu, uporabljali Britanci sami vključno z Metropolitansko policijo, in Commonwealthove policijske sile do leta 1983 ko so tovarno zaprli.. V poznih 1940 je Triumph tudi za čas izbral Pariško policijo, dejstvo je promoviral v tovarniško izvedbo filma " TO JE TRIUMPH". Policijska verzija 650 cc 6T Triumph Thunderbird je imela vzdevek SVETNIK s skrajšavo " ustavi vse v nič času ".".  Do sredine 1970 z industrijskimi težavami in zapiranji, ki vplivajo na njihovo zalogo in servis. Triumph in ostale Britanske motorje so gladko zamenjali z BMW R80 ( v bolj omejenem obsegu Norton Interpols ), kot s takrat veljavnimi Triumph policijskimi motorji.. V poizkusu da bi ponovno dobili naročila od BMW-ja, Meriden tržijo Triumph Bonnewille in Tiger modele 750 cc z anti-vibracijskimi elementi, kot tudi z električnim zagonom ampak tej še vedno dosežejo omejen prodajni uspeh. Leta 1981 je UK časopis, Motoristične novice poročajo, da je Derbyshires šef Constable primerjal Triumpha zelo neugodno za BMW, predvsem zaradi tega nosilca motorja anti-vibracijskega.</ref> this criticism was strongly refuted by the factory and Derbyshire eventually accepted evaluation of police versions of the new Triumph T140W TSS in anti-vibration mounts.
BMW izdeluje tovarniško policijske posebne modele, kot so R1200RT-P in R900RT-P. Več kot 225 Ameriških organov pregona vključno z Kalifornijsko avtocestno patruljo, ima BMW avtoriteto v svoji floti policijskih patruljnih vozil.. BMW kolesa so lažja in imajo boljšo oprijemljivost ter zavore kot Harley Davidson modeli. Harley Davidson je ohranil dolgo zvezo s policijskimi oddelki ter organi pregona v nekaterih državah. Za model 2009 Harley Davidson ponuja Harley Davidson FLHTP Electra Glide, FLTHP ROAD KING, model XL883 Sportster in novi XB12XP BUELL Ulysses policijski motor. Model FLHTP Electra Glide in model FLHP Road King so tudi ponujena kot gasilsko reševano motorno kolo..
LAPD je pritegnila državno pozornost Junija 2004 ko so dodali Zero Motorcycles MMX električni motor v svojo floto. Motocikel je pohvalil kot nad tradicionalnim Harley Davidson in BMW kolesa za svoje prikrite, z nizkimi obratovalnimi stroški in neposredno taktično prednost, ter zelen vpliv na okolje.